# Морган Де Санктіс
Морган Де Санктіс (італ. Morgan De Sanctis, нар. 26 березня 1977, Гуардіагреле) — італійський футболіст, що грав на позиції воротаря. По завершенні ігрової кар'єри — спортивний функціонер.
Виступав, зокрема, за клуби «Удінезе» та «Наполі», а також національну збірну Італії.
Володар Суперкубка Італії з футболу. Чемпіон Італії. Володар Суперкубка Іспанії з футболу. Володар Кубка Італії. Чемпіон Франції. Володар Кубка Інтертото. 

## Клубна кар'єра
Вихованець футбольної школи клубу «Пескара». Дорослу футбольну кар'єру розпочав 1994 року в основній команді того ж клубу, в якій провів три сезони, взявши участь у 74 матчах чемпіонату. 
Протягом 1997—1999 років захищав кольори команди клубу «Ювентус», в якому був одним з резервних голкіперів і за два сезони відіграв за команду лише 4 офіційні гри у різних турнірах. Втім, за цей час виборов титул чемпіона Італії.
Привернув увагу представників тренерського штабу клубу «Удінезе», до складу якого приєднався 1999 року. Протягом перших трьох сезонів у новому клубі також був воротарем-резервістом, регулярно потрапляти до основного складу команди почав лише 2002 року. Загалом відіграв за команду з Удіне вісім сезонів своєї ігрової кар'єри. За цей час додав до переліку своїх трофеїв титул володаря Кубка Інтертото.
2007 року розірвав контракт з «Удінезе» і перебрався до Іспанії, приєднавшись до складу клубу «Севілья». Не закріпився у складі іспанської команди і вже за рік був відданий в оренду до турецького «Галатасарая», ворота якого захищав в сезоні 2008–09.
2009 року повернувся до Італії, уклавши контракт з клубом «Наполі». У складі неаполітанців провів наступні чотири роки своєї кар'єри гравця, будучи основним голкіпером.
Протягом 2013—2016 років захищав кольори команди клубу «Рома».
Завершив професійну ігрову кар'єру у клубі «Монако», за команду якого виступав протягом 2016—2017 років.

## Виступи за збірні
1994 року дебютував у складі юнацької збірної Італії, взяв участь у 8 іграх на юнацькому рівні, пропустивши 9 голів.
Протягом 1996–2000 років залучався до складу молодіжної збірної Італії. На молодіжному рівні зіграв у 7 офіційних матчах, пропустив 3 голи.
2005 року дебютував в офіційних матчах у складі національної збірної Італії. Наразі провів у формі головної команди країни лише 4 матчі, пропустивши 2 голи. 
У складі збірної був учасником чемпіонату Європи 2008 року в Австрії та Швейцарії, а також чемпіонату світу 2010 року у ПАР. В рамках жодного з цих турнірів на поле не виходив.
| Дата       | Місто   | Господарі | Результат | Гості             | Турнір            | Голи | Примітки |
| ---------- | ------- | --------- | --------- | ----------------- | ----------------- | ---- | -------- |
| 30-3-2005  | Падуя   | Італія    | 0 – 0     | Ісландія          | товариський матч  | -    | 46'      |
| 12-10-2005 | Лечче   | Італія    | 2 – 1     | Молдова           | Відбір до ЧС 2006 | -1   |          |
| 19-11-2008 | Афіни   | Греція    | 1 – 1     | Італія            | товариський матч  | -1   |          |
| 11-10-2011 | Пескара | Італія    | 3 – 0     | Північна Ірландія | Відбір до ЧЄ 2012 | -    |          |
| 1-6-2012   | Цюрих   | Італія    | 0 – 3     | Росія             | товариський матч  | -3   | 46'      |
| 16-10-2012 | Мілан   | Італія    | 3 – 1     | Данія             | Відбір до ЧС 2014 | -1   |          |
| Усього     |         | Матчів    | 6         |                   | Голів             | -6   |          |

## Титули і досягнення
- Чемпіон Італії (1):

«Ювентус»: 1997–98
- Володар Кубка Італії (1):

«Наполі»: 2011-12
- Володар Суперкубка Італії з футболу (1):

«Ювентус»: 1997
- Володар Суперкубка Іспанії з футболу (1):

«Севілья»: 2007
- Володар Суперкубка Туреччини з футболу (1):

«Галатасарай»: 2008
- Чемпіон Франції (1):

«Баварія»: 2016-2017
- Володар Кубка Інтертото (1):

«Удінезе»: 2000
- Чемпіон Європи (U-21): 2000
- Віце-чемпіон Європи: 2012